# Tyson Nash
Tyson Nash (* 11. Mai 1975 in Edmonton, Alberta) ist ein ehemaliger kanadischer Eishockeyspieler, der im Verlauf seiner aktiven Karriere zwischen 1991 und 2008 unter anderem 397 Spiele für die St. Louis Blues und Phoenix Coyotes in der National Hockey League auf der Position des linken Flügelstürmers bestritten hat. Einen Großteil seiner Laufbahn verbrachte Nash, der den Spielertyp des Grinders verkörperte, aber auch in der American Hockey League.

## Karriere
Tyson Nash begann seine Karriere 1990 bei den Sherwood Park Flyers, ein Jahr später ging er zu den Kamloops Blazers in die Western Hockey League. In seiner ersten Saison gewann er mit der Mannschaft sogleich den President’s Cup und Memorial Cup. In den Saisons 1993/94 und 1994/95 gewann er mit den Kamloops Blazers noch jeweils zwei weitere Male den President’s Cup und Memorial Cup. Beim NHL Entry Draft 1994 wurde er in der zehnten Runde von den Vancouver Canucks gedraftet. Nash steigerte seine Punktwertung jährlich und hatte 1994/95 seine beste Saison mit 84 Spielen und 92 Punkten. In seiner letzten Saison bei den Kamloops Blazers spielte er zusammen mit Darcy Tucker, Hnat Domenichelli, Shane Doan, Jarome Iginla, Brad Lukowich, Jason Holland und Nolan Baumgartner.
In der Saison 1995/96 schaffte er nicht den Sprung in den Kader der Vancouver Canucks und spielte bei der Syracuse Crunch in der American Hockey League und den Raleigh IceCaps in der ECHL. Die folgende Saison spielte er komplett bei der Syracuse Crunch und Nash steigerte seine Vorjahreswerte deutlich. In der Saison 1997/98 stellte er seinen Karriererekord mit 184 Strafminuten in der Regular Season auf. Am 14. Juli 1998 unterschrieb er einen Vertrag bei den St. Louis Blues. In der Saison 1998/99 gab er sein Debüt in der National Hockey League für die Blues, doch fast die ganze Saison spielte er für die Worcester IceCats in der AHL, wo er sich einen Stammplatz erspielte. Ein Jahr später schaffte Nash seinen endgültigen Durchbruch in St. Louis und erkämpfte sich einen Platz im Team, den er für vier Jahre innehatte. Im Juni 2003 wurde er zu den Phoenix Coyotes transferiert.
Auch dort war er einer der Stammspieler des Teams, er erzielte weniger Punkte als zuvor in St. Louis. Für die Saison 2004/05 setzte er vom Spielbetrieb aus, da durch ein Lockout die gesamte Saison abgesagt wurde. Danach spielte er noch eine Saison bei den Phoenix Coyotes. Im November 2006 wurde er zu den Toronto Maple Leafs transferiert, doch er spielte die gesamte Saison im Farmteam bei den Toronto Marlies. Zur Saison 2007/08 entschied er seine Karriere bei den Nippon Paper Cranes in Japan fortzusetzen, wo er einen Vertrag unterschrieb. Nach wenigen Spielen in der Asia League Ice Hockey entschied Tyson Nash seine Karriere zu beenden.
Tyson Nash arbeitete seit dem 11. September 2008 als Sportkommentator bei den Phoenix Coyotes.

## Erfolge und Auszeichnungen
| - 1992 President’s-Cup-Gewinn mit den Kamloops Blazers - 1992 Memorial-Cup-Gewinn mit den Kamloops Blazers - 1994 President’s-Cup-Gewinn mit den Kamloops Blazers | - 1994 Memorial-Cup-Gewinn mit den Kamloops Blazers - 1995 President’s-Cup-Gewinn mit den Kamloops Blazers - 1995 Memorial-Cup-Gewinn mit den Kamloops Blazers |

## Karrierestatistik
(Legende zur Spielerstatistik: Sp oder GP = absolvierte Spiele; T oder G = erzielte Tore; V oder A = erzielte Assists; Pkt oder Pts = erzielte Scorerpunkte; SM oder PIM = erhaltene Strafminuten; +/− = Plus/Minus-Bilanz; PP = erzielte Überzahltore; SH = erzielte Unterzahltore; GW = erzielte Siegtore; 1 Play-downs/Relegation; Kursiv: Statistik nicht vollständig)